# Associação Esportiva Araçatuba
L'Associação Esportiva Araçatuba, noto anche semplicemente come Araçatuba, è una società calcistica brasiliana con sede nella città di Araçatuba, nello stato di San Paolo.

## Storia
Il club è stato fondato il 15 dicembre 1972. Nel 1995, il club ha partecipato al Campeonato Brasileiro Série C, dove è stato eliminato alla terza fase dall'Atlético Goianiense.

## Palmarès

### Competizioni statali
- Campeonato Paulista Série A2: 3

1973, 1991, 1994